# Happy hardcore
Happy hardcore is de vrolijkere variant van de muziekstijl hardcore house, getypeerd door vrolijke (vrouwen)zang, zoetsappige teksten en een tempo tussen 165 en 180 beats per minute. Er zitten vaak pianofragmenten in en versnelde breakbeats. De stroming was vooral in Nederland, en in mindere mate in Groot-Brittannië, populair.
Happy hardcore wordt gespeeld in clubs of op raves (grote feesten met honderden bezoekers) door dj's. Ook vindt het zijn weg naar gelegenheden die niet speciaal voor muziek zijn ingericht, zoals cafés, studentensociëteiten en verjaardagsfeesten.

## Ontstaan
Tijdens verschillende house-rages rond 1990 ontstonden herhaaldelijk meer commerciële stromingen, die de house-beats aankleedden met gemakkelijk in het gehoor liggende melodieën en sounds. Happy hardcore ontwikkelde zich uit de Engelse ravemuziek, de Duitse rave en de hardcore rond 1991-1993. Vanaf 1994 scheidde het zich steeds meer af van deze muziekgenres en werd het een opzichzelfstaand genre. De piek van happy hardcore lag in Nederland tussen 1993 en 1997 en in Groot-Brittannië tussen 1994 en 1998.

## Artiesten
Bekende vertolkers van de happy hardcore zijn onder andere Charly Lownoise & Mental Theo, DJ Paul Elstak, Darren Styles, Party Animals, Nakatomi, Critical Mass en Dune die expliciet inspeelden op de in 1996 tot een hoogtepunt gekomen gabberrage. Er zijn na de hoogtijdagen van de happy hardcore verscheidene compilaties van deze muziek verschenen, waarbij men de grenzen van het genre vaak oprekt tot alle harde house die ooit een hitsucces heeft gehad. Zo worden ook liedjes als Poing (van de Rotterdam Termination Source) en het werk van de Euromasters op dergelijke cd's aangetroffen.
In Groot-Brittannië heeft happy hardcore een vervolg gekregen in de vorm van UK hardcore, waarin ook diverse Britse happyhardcoreartiesten van weleer actief zijn.

## Voorbeelden van happy hardcore
- DJ Paul Elstak - Luv U More
- 2 Brothers on the 4th Floor - Come Take My Hand
- Party Animals - Aquarius
- Charly Lownoise & Mental Theo - Wonderful Days
- Nakatomi - Children of the Night
- Scooter - Friends
- 4 Tune Fairytales - My Little Fantasy
- Dune - Hardcore Vibes
- Mark 'Oh - Tears Don't Lie
- Lipstick - I'm a Raver
- Critical Mass - Burning Love
- Tokyo Ghetto Pussy - I Kiss Your Lips
- Hakkûhbar - Gabbertje
- Flamman & Abraxas - Good to Go